# Noël Declercq
Pour les articles homonymes, voir De Clercq.
Noël Declercq, né le 26 décembre 1912 à Mouscron et mort en déportation le 3 mai 1945 à Neustadt in Holstein (Allemagne), est un coureur cycliste belge, professionnel de 1934 à 1940.

## Biographie
Prisonnier du camp de concentration de Neuengamme, il meurt début mai 1945, au cours d'un transfert en mer, dans le bombardement des navires SS Cap Arcona et SS Thielbek par la Royal Air Force qui ignorait la présence de prisonniers à leurs bords.

## Palmarès
- 1934
  - 2e du G.P de la Somme
  - 2e du Tour du Nord
- 1935
  - G.P de la Somme
  - 2e de Tourcoing-Dunkerque-Tourcoing
- 1936
  - À travers les Hauts-de-France
  - 2e de Paris-Dunkerque
  - 3e du Circuit du Pas-de-Calais
- 1937
  - 3e étape du Tour du Nord
  - 2e du Circuit du Port de Dunkerque
  - 3e du Tour du Nord
  - 3e de Paris-Roubaix
- 1938
  - 2e du Circuit du Pas-de-Calais
- 1939
  - 10e de Paris-Roubaix